# AFC Ajax (női csapat)
Az AFC Ajax egy holland sportegyesület, amelynek van női labdarúgó szakosztálya is, amely a holland női első osztályban szerepel.

## Klubtörténet
2012. május 18-án az AFC Ajax megalapította saját női szakosztályát, amely a De Toekomstben játssza hazai mérkőzéseit. Több játékos is a BeNe ligából érkezett, az első szezont a bajnokság 4. helyén fejezték be. 2013 januárjától szórós együttműködésbe léptek az SV Overbos csapatával. A 2013–14-es szezonban Anouk Hoogendijk volt az első játékos akit eladtak, az angol Arsenal csapatának. Második szezonjukat a 3. helyen fejezték be. 2014. június 9-én a holland női kupában a döntőben 2–1-re legyőzték a PSV/FC Eindhovent, ez volt a klub első trófeája.

## Szponzorok
| Időszak   | Sportmárka | Mezszponzor |
| --------- | ---------- | ----------- |
| 2012-2014 | Adidas     | AEGON       |
| 2015-2020 | Adidas     | ABN-AMRO    |

## Játékoskeret
2021. január 4-től
| #  |     | Poszt | Név                    |
| -- | --- | ----- | ---------------------- |
| 1  | NED | K     | Lize Kop               |
| 16 | NED | K     | Claire Dinkla          |
| 2  | NED | V     | Liza van der Most      |
| 3  | NED | V     | Stefanie van der Gragt |
| 4  | NED | V     | Lisa Doorn             |
| 7  | NED | V     | Desiree van Lunteren   |
| 12 | NED | V     | Caitlin Dijkstra       |
| 17 | NED | V     | Kelly Zeeman           |
| 18 | NED | V     | Samantha van Diemen    |
| 25 | NED | V     | Kay-Lee de Sanders     |
| 6  | NED | KP    | Marthe Munsterman      |
| 8  | NED | KP    | Jonna van de Velde     |

| #  |     | Poszt | Név                         |
| -- | --- | ----- | --------------------------- |
| 22 | NED | KP    | Quinty Sabajo               |
| 23 | NED | KP    | Victoria Pelova             |
| 24 | NED | KP    | Iris Stiekema               |
|    | NED | KP    | Sherida Spitse              |
| 5  | NED | CS    | Soraya Verhoeve             |
| 9  | CZE | CS    | Lucie Voňková               |
| 10 | NED | CS    | Linda Bakker                |
| 11 | NED | CS    | Marjolijn van den Bighelaar |
| 15 | NED | CS    | Chasity Grant               |
| 19 | NED | CS    | Nikita Tromp                |
| 20 | NED | CS    | Eshly Bakker                |
| 21 | NED | CS    | Vanity Lewerissa            |

## Sikerek
- Eredivisie
  - Bajnok (3): 2016–17, 2017–18, 2022/23
- KNVB Kupa
  - Győztes (4): 2013–14, 2016–17, 2017–18, 2018–19